# デカルコマニー
デカルコマニー（仏: décalcomanie）は、紙と紙の間などに絵具を挟んだあと再び開いて偶発的な模様を得たり、何らかの素材どうしの間で色材を転写する技法で、「仏: décalquer」（転写する）に由来する。元は陶器やガラスの絵付け技法であったが、オスカー・ドミンゲスが絵画に導入した。シュルレアリスムの画家たちの間では、フロッタージュなどとともにオートマティスムの一つの手法として広まり、特にマックス・エルンストによる作品が著名である。

## 工程
1. ガラスや表面が滑らかな紙など、絵具が定着しにくい素材を選び、その上に絵具を塗る（水面に絵の具を垂らす、などの場合もある）。
2. 絵具が乾かないうちに、別のガラスや紙などの素材を上に重ねる（必要があれば押し付ける）。
3. 重ねたガラスや紙などの素材を外すと、そこに模様が転写されている。ただしガラスの場合は外さなくとも模様が見えるため、重ねたままにすることもある。

## 特徴
絵画を制作する際、そこには往々にして制作者の意図が働いているが、デカルコマニーで制作された模様には制作者のコントロールが（少なくとも完全には）効いていない。つまり、完成した模様に制作者の「無意識」が表出していると考えることが可能になり、それこそがデカルコマニー最大の特徴といえる。また見る者によっても模様の見え方は様々であり、それが見る側の「無意識」をも示す可能性も指摘されている。